# Plasmaskærm
 Der er for få eller ingen kildehenvisninger i denne artikel, hvilket er et problem. Du kan hjælpe ved at angive troværdige kilder til de påstande, som fremføres i artiklen.

En plasmaskærm (engelsk: plasma display panel (PDP)) er en skærm, der i hver pixel består af 3 små lysrør; et rødt, et grønt og et blåt. Plasmaskærme har ingenting at gøre med LCD-skærme, selvom begge er fladskærme. Plasmaskærmen har fået sit navn fra lysrørets virkemåde: Den ioniserede, strømførende gas (bestående af Xenon og Neon) i et lysrør kaldes nemlig plasma.
Plasma-TV'et kom på markedet i 1999, men teknologien har været kendt siden 1964. De første plasmaskærme var ikke andet end små punkter med lys i indledende laboratorieeksperimenter. Teknologien blev udviklet og forbedret, og i slutningen af 1960'erne var den avanceret nok til at konstruere geometriske former. I dag har teknologiske fremskridt inden for digital databehandling, materialer og avancerede produktionsmetoder muliggjort lysstyrke og kontrast i plasmaskærme.
Plasmaskærme har, sammenlignet med LCD-skærme, en række fordele og ulemper. Teknologiens udvikling betyder dog, at forskellene bliver mindre og mindre.
Fordele
- Kan fremstilles i meget store størrelser. Rekorden er på over 250 cm (100″) målt på den diagonale led.
- Meget lysstærke.
- God til at vise sort og dermed høj kontrastforhold.

Ulemper
- Plasmacellerne er mekanisk følsomme og bevirker, at TV'et skal transporteres opretstående.
- Billedet kan brænde sig fast pga. dens fosforbelægning (også kaldet "Burn-in").
- Bruger mere strøm end tilsvarende LCD-type.